# سیارک ۴۳۰۲
سیارک ۴۳۰۲ (به انگلیسی: 4302 Markeev، نامگذاری:1968HP) چهار هزار و سیصد و دومین سیارک کشف شده‌است که در ۲۲ آوریل ۱۹۶۸ کشف شد.
قدر مطلق سیارک برابر ۱۲٫۷۰ است.